# Brzydowo (osada w powiecie olsztyńskim)
Brzydowo – osada w Polsce, położona w województwie warmińsko-mazurskim, w powiecie olsztyńskim, w gminie Świątki.
W latach 1975–1998 miejscowość należała administracyjnie do województwa olsztyńskiego.